# Speckle

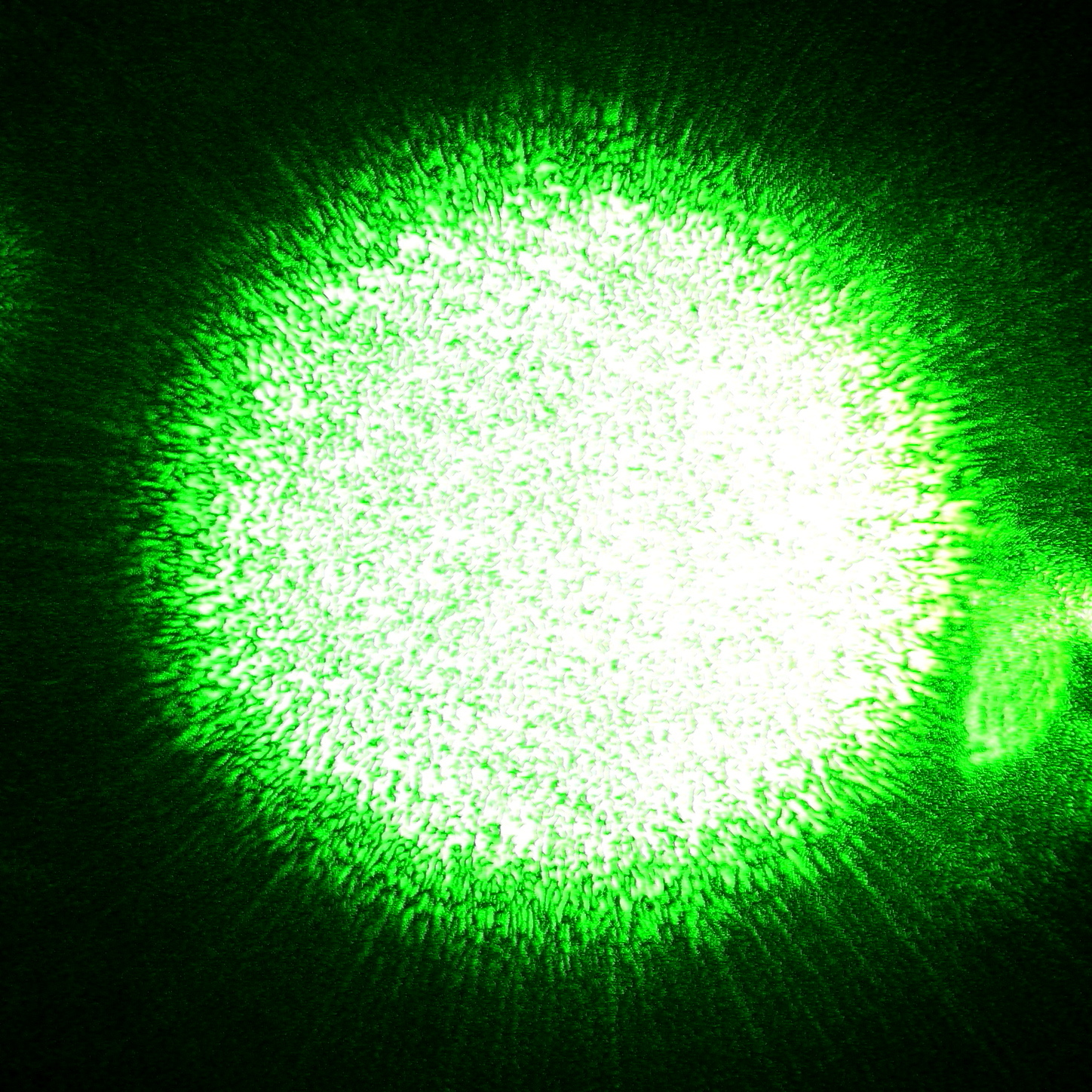

Speckle em Física representa um fenômeno óptico causado pela interferência de frentes de ondas electromagnéticas que sofreram dispersão após a interação com um meio físico. A figura de interferência formada é similar a um conjunto de grãos claros e escuros criando um efeito granulado que, na língua inglesa, é comumente conhecido como speckle, sendo portanto o termo mais usado para se referir a este fenômeno, que só é observado se a luz que produz a iluminação for uma luz coerente, como é o caso do laser.